# MÁV Warszawa vágánygépkocsi
A MÁV 1967 és 1969 között 22 db Warszawa M20–57/200 típusú személygépkocsit szerzett be a lengyelországi FSO gyárból. Ezeket a MÁV Északi Járműjavító alakította át vágánygépkocsivá, és a MÁV a pályafelügyeletre használta.
Kis tömegük és fogyasztásuk miatt gazdaságosabbak voltak a nagyvasúti járműveknél.